# Gerardo I di Rossiglione
Gerardo, o Girard (... – 1113), è stato un militare crociato franco, conte di Rossiglione, dal 1102 sino alla morte.

## Origine
Secondo il documenti n° CCCXXXI del Marca Hispanica sive Limes Hispanicus, era il figlio del conte di Rossiglione, Guislaberto II e di sua moglie, Stefania, di cui non si conoscono gli ascendenti.
Guislaberto II di Rossiglione, secondo il documento n° LVI del 1074, del Cartulaire Roussillonais, era il figlio primogenito del conte di Rossiglione, Gausfredo II e di sua moglie, Adelaide, di cui non si conoscono gli ascendenti.

## Biografia
Di Gerardo I si hanno scarse notizie.
Le prime notizie che si hanno di Gerardo ci sono riferite dal canonico e custode della chiesa di Aquisgrana, Alberto di Aquisgrana, che fu anche un cronachista della Prima Crociata, che ci conferma che Gerardo partecipò alla prima crociata, al seguito del Conte di Tolosa, Raimondo di Saint-Gilles, e, nel suo, HISTORIA HIEROSOLYMITANAE EXPEDITIONIS, LIBER II, lo elenca tra gli assedianti della città di Nicea, nel 1097.
Sempre con riferimento alla prima crociata, partecipò anche all'assedio di Antiochia, nel 1098; Guglielmo, che, nel XII secolo, fu arcivescovo della città di Tiro, nell'odierno Libano, nel suo HISTORIA RERUM IN PARTIBUS TRANSMARINIS GESTARUM, LIBER SEXTUS, CAPUT XVII, lo elenca nell'undicesimo gruppo di difesa della città.
Sia ad Antiochia che poi a Gerusalemme diede assistenza ai prigionieri.
Dopo la conquista di Gerusalemme del 1099, a cui partecipò, Gerardo fece ritorno in patria; infatti il documenti n° CCCXXVI del Marca Hispanica sive Limes Hispanicus, datato 25 settembre 1100, ci informa di un accordo tra Berengario, vescovo di Elne, e suo padre, Guislaberto II e Gerardo.
Alla morte di suo padre, Guislaberto II, nel 1102 circa, gli succedette nella contea del Rossiglione come conte Gerardo I, senz'altro dopo il 15 settembre 1102, data in cui il documenti n° CCCXXXI del Marca Hispanica sive Limes Hispanicus, ci informa che Guislaberto II era ancora in vita, in quanto autore, assieme alla moglie, Stefania, al proprio figlio, Gerardo e all nuora, Agnese, di una donazione alla chiesa di Saint-Jean le Vieux di Perpignano.
Gerardo tornò in Terra santa verso il 1109 (molto probabilmente al seguito del conte di Tolosa, Bertrando II, che, nel 1108, partì per la Terra Santa, per la conquista di Tripoli, di cui divenne conte); la moglie Agnese, anche a nome dei figli e delle figlie, secondo il documenti n° CCCXLI del Marca Hispanica sive Limes Hispanicus, datato 27 settembre 1109, fece una donazione al monastero di Sainte-Marie di Lagrasse, affinché il marito Gerardo I facesse ritorno dalla Terra santa.
Nel periodo di tempo che Gerardo fu assente la contea di Rossiglione fu governata dalla moglie Agnese.
Gerardo fece ritorno nella sua contea, nel 1112 (molto probabilmente dopo la morte di Bertrando II, conte di Tripoli), ma venne assassinato da uno sconosciuto, l'anno dopo (1113).
Gli succedette il figlio primogenito, Gausfredo III.

## Matrimonio e discendenza
Gerardo I aveva sposato Agnese di cui non si conoscono gli ascendenti e da cui ebbe uno (o due o almeno quattro) figli:
- Gausfredo[9] († 1164), conte di Rossiglione,
- Beatrice, che sposò il visconte Guglielmo di Narbona[3]
- almeno un altro figlio maschio[13]
- almeno un'altra figlia femmina[13]

### Fonti primarie
- (LA)  Histoire générale de Languedoc, Tomus V Preuves.
- (LA)  Cartulaire Roussillonais.
- (LA)  ALBERT OF AIX, HISTORIA HIEROSOLYMITANAE EXPEDITIONIS.
- (LA)  WILLIAM OF TYRE, HISTORIA RERUM IN PARTIBUS TRANSMARINIS GESTARUM.

### Letteratura storiografica
- Louis Halphen, La Francia nell'XI secolo, in «Storia del mondo medievale», vol. II, 1999, pp. 770–806
- Rafael Altamira, La Spagna (1031-1248), in "Storia del mondo medievale", vol. V, 1999, pp. 865–896
- (LA)  Marca Hispanica sive Limes Hispanicus, 1688.